# Therese Brandl
Therese Brandl (1 de fevereiro de 1902 – 28 de janeiro de 1948) era uma guarda dos campos de concentração nazistas. Em março de 1942, Brandl foi entre as mulheres da SS envidas ao campo de concentração de Auschwitz I. Seus deveres incluíam vigiar as mulheres nos galpões de triagem. Em outubro de 1942, ela foi enviada para o recém-aberto campo de concentração Auschwitz II-Birkenau. Brandl foi condenada por crimes contra a humanidade após a guerra durante o julgamento de Auschwitz.
Nascida em Staudach-Egerndach, na Baviera, Brandl foi enviada ao campo de concentração de Ravensbrück em março de 1940 para iniciar seu treinamento com a supervisora alemã Johanna Langefeld. Enviada para Auschwitz I em março de 1942, Brandl foi empregada na lavanderia e logo subiu na hierarquia. No verão de 1943, ela recebeu uma medalha do Reich por sua "boa conduta" nos campos. Ela participou de seleções de mulheres e crianças a serem enviadas para as câmaras de gás, além de abusar fisicamente de prisioneiros, incluindo crianças. Em novembro de 1944, com a aproximação do Exército Soviético, ela foi designada para o subcampo da floresta Mühldorf de Dachau junto com Maria Mandel. Poucos relatos surgiram sobre o comportamento de Brandl em Mühldorf. Ela finalmente fugiu de Mühldorf em 27 de abril de 1945, semanas antes da chegada do Exército dos Estados Unidos. Em 29 de agosto de 1945, Brandl foi capturada pelo Exército dos Estados Unidos nas montanhas da Baviera e a enviou a um campo de espera para aguardar o interrogatório. Em novembro de 1947, ela foi julgada pelas autoridades polonesas, juntamente com Maria Mandel, Luise Danz, Hildegard Lächert e Alice Orlowski no julgamento de Auschwitz em Cracóvia. Em 22 de dezembro de 1947, Brandl foi condenada por participar da seleção de presos a serem mortos. Ela foi enforcada na prisão em 28 de janeiro de 1948, quatro dias antes de seu 46.° aniversário.